# إليكترو (موسيقى)
الموسيقى الكهربائية  هي نوع من أنواع الموسيقى الالكترونية المُتأثرة بصورة مباشرة باستخدام جهاز رولاند تي آر-808 الإيقاعي الموسيقي "Roland TR-808 Rhythm Composer" ، وموسيقى الفانك "Funk"  التسجيلات من هذا النوع عادة ما تملك بعض الأصوات الإلكترونية وبعض الأصوات الصادرة بطريقة ميكانيكية، غالباً من خلال مشفر صوتي أو غير ذلك من التشويش الإلكتروني.

## التعريف والخصائص
مع استثناءات قليلة، فإن تعريف الصوت الكهربائي هو استخدام آلة الطبول كقاعدة الإيقاع للمسار. أنماط الإيقاع تميل إلى أن تكون محاكاة إلكترونية للبريك بيتس، مع ضربة مدغمة للطبول، وعادة ما يكون وترا أو تصفيق مركز على الركود. ومع ذلك، التعريف إلى حد ما يبدو غامضا في طبيعته نتيجة للاستخدامات المختلفة للمصطلح. [8]
التقطع، الإيقاعات الطرقية المهيمنة على الكهربائية، بالضربات غالبا ما تُقدم عن طريق آلة الطبل آر رولاند - 808. آر - 808، أنشئ في عام 1980، لديه على الفور متعرف على الصوت، وما زال يحظى بشعبية كبيرة في الكهربائية والأنواع الأخرى إلى يومنا هذا. الأجهزة الكهربائية الأخرى عموما تكون جميع الإلكترونية، وتفضل التوليفة التناظرية، خطوط جهيرة الصوت لنمط الدغر، متسلسلة أو اربيجياتيد ريفس الاصطناعية، والمؤثرات الصوتية التي تؤثر على كل المنشأت باستخدام المزج. الاستخدام الكثيف للمؤثرات مثل التردد، التأخير، الجوقة أو المراحل مع سلاسل متآلفة أو الأصوات المخمدة تؤكد على الخيال العلمي المشترك أو الموضوع المستقبلي للصوت و/ أو الموسيقى. معظم الكهربائية تكون فعالة، ولكن هناك عنصرا مشتركا هو الغناء المعالج من خلال مشفر صوتي. بالإضافة إلى ذلك، يمكن استخدام التوليف الصوتي لإنشاء محتوى آلي أو ميكانيكية غنائية. بعض ميزات الكهربائية السابقة هي موسيقى الراب، ولكن هذا النمط الغنائي أصبح أقل شعبية في هذا النوع من التسعينيات فصاعدا.

## التاريخ
الموسيقى الكهربائية قُدت بالمجموعة الموسيقية الألمانية كرافتويرك في منتصف السبعينيات. بعد انخفاض موسيقى الديسكو في أواخر السبعينيات، العديد من فناني الكهرو - دغر مثل زاب وروجر بدأ تجربته مع الصناديق المتحدثة واستخدام الأثقل، ضربات أكثر تميزا. هذا النمط عقد القليل من التشبهات إلى ذلك من كرافويرك. في عام 1982، قاعدة منتجي برونكس أفريكا بامبااتا أصدرت المسار الابداعي "كوكب روك"، الذي يتضمن عناصر من كرافتويرك ترانس يوروب اكسبرس «وأرقام» (من البوم عالم الكمبيوتر كافتويرك). «كوكب روك» على نطاق واسع يعتبر بمثابة نقطة تحول في هذا النوع الكهربائية.
في عام 1983، خلق هاشم لحن دغر الكهربائي المؤثر "آل نافييش (الروح)" الذي أصبح أول إطلاق لقطع السجل في نوفمبر 1983 [12] في نفس الوقت، تأثر هاشم برجل باريش "الهيب هوب، كن بوب"، توماس دولبي " انها اعمتني بالعلم وبامبوتا أفريكا " كوكب الصخرة " [13] أيضا في عام 1983، هيربي هانكوك، بالتعاون مع خلاطة دي اكس تي الكبرى، أصدروا الضربة الواحدة "روكيت".
بامباتا وجماعات مثل كوكب باترول، طاقم جونزيون، مانترونيكس، نيوسليوس وخوان اتكينز 'ديترويت مقرا سايبوترون ذهبوا للتأثير على أنواع من ديترويت تكنو، غيتوتيك، بريك بيت، طبل وباس واليكتركلاش. أوائل المنتجين في نوع الكهربائية (وخصوصا آرثر بيكر،  جون روبي و شيب بيتيبون) تميزوا بشكل بارز في حركة النمط الحر اللاتيني (أو ببساطة «النمط الحر»). بحلول أواخر الثمانينيات، هذا النوع قد انفصل عن تأثيرات الدغر الأولية. باكير وبيتيبون تمتعوا بمهن قوية جيدا في عهد المنزل، وكلا منهم فاته «نوع الفخ» لينتج بنجاح الفنانين السائدين.

## الكهربائية المعاصرة
على الرغم أن في بداية الثمانينيات كانت الكهربائية في القمة السائدة، فإنها تمتعت بشعبية جددت في أواخر التسعينيات مع الفنانين مثل انتوني روثر وفنانو الدي جي مثل ديف كلارك. الاهتمام المستمرر في الكهربائية، على الرغم أن التأثير لدرجة كبيرة عن طريق أنماط ديترويت وميامي ولوس انجليس ونيويورك، قد ترسخ في المقام الأول في أوروبا مع النادي الليلي الكهربائي يصبح أمرا عاديا مرة أخرى. المشهد ما يزال يدير لدعم مئات الملصقات الكهربائية، من الديسكو الكهربائي للسجلات المتجانسة، إلى أنماط المدرسة القديمة صبي - ب من مستندات بريكين والكهرباء المسيطرة والدغر الاليكتروني من سيينايت.
فرع جديد للكهربائية، سكوي، قد ارتفع على مدى العامين الماضيين من بلدان الشمال الأوروبي، مثل السويد وفنلندا، ومن هنا اسمها الأول «الإسكندنافية فونك». المنافذ والفنانين من سكوي لا تزال في معظمها تقتصر على بلدان الشمال الأوروبي.

## وصلات خارجية
- أكبر 100 أغاني كهربائية
- دغر الكهربائية: ماذا يعني ذلك؟
- راب يقابل تكنو، مع لمحة تاريخية موجزة عن الكهربائية